# (7529) Vagnozzi
(7529) Vagnozzi est un astéroïde de la ceinture principale.

## Description
(7529) Vagnozzi est un astéroïde de la ceinture principale. Il fut découvert le 16 janvier 1994 à Colleverde par l'observatoire de Colleverde. Il présente une orbite caractérisée par un demi-grand axe de 2,46 UA, une excentricité de 0,12 et une inclinaison de 3,8° par rapport à l'écliptique.

## Compléments